# Catedral de la Santísima Trinidad (Gibraltar)
La Catedral de la Santísima Trinidad (en inglés: Cathedral of the Holy Trinity) es la catedral de la Diócesis de Gibraltar de la Iglesia anglicana en Europa. Situado en Plaza de la Catedral , a veces es conocida simplemente como Catedral de Gibraltar, a pesar de que no se debe confundir con la Catedral de Santa María la Coronada, que es la catedral católica de Gibraltar. La catedral es particularmente notable por su arquitectura del renacimiento árabe , sobre todo en el uso de arcos de herradura . Este es un estilo arquitectónico inspirado en la arquitectura morisca , apropiada dado el período de control musulmán en la historia de Gibraltar.
La iglesia fue construida originalmente para satisfacer las necesidades de los fieles anglicanos entre la población civil, de Gibraltar, ya que la Capilla del Rey estaba reservada principalmente para uso militar. John Pitt , Conde de Chatham , que había llegado como Gobernador de Gibraltar en 1820 , convenció al Gobierno británico para vender un edificio abandonado y utilizar el dinero para construir una iglesia en esa tierra.
Se comenzó a construir en 1825 y la estructura fue terminada en 1832.